# Claudio La Colombière
Claudio La Colombière S. J. (Saint-Symphorien-d'Ozon, Francia, 1641 - Paray le Monial, Francia, 15 de febrero de 1682) fue un religioso jesuita, misionero y autor de obras de ascetismo francés. Estudió en el colegio de los jesuitas de Lyon. Es venerado como santo por la Iglesia Católica, el 15 de febrero.

## Vida

### Primeros años
Nació en 1641 en la ciudad de Saint-Symphorien-d'Ozon, entonces en la antigua Provincia de Dauphiné, fue el tercer hijo del notario Bertrand La Colombière y de Margaret Coindat. La familia pronto se mudó a la cercana ciudad de Vienne, donde comenzó su educación, antes de asistir a la escuela jesuita en Lyon para sus estudios secundarios.
En 1658, a la edad de diecisiete años, Colombière entró en el noviciado de la Compañía de Jesús en Aviñón. Cuando completó los dos años de noviciado, comenzó sus estudios superiores en la misma ciudad. Allí hizo su profesión y completó sus estudios. Después de esto pasó los siguientes cinco años de su regencia enseñando gramática y literatura en la misma escuela.

### Ministerio jesuita
Colombière fue enviado a París en 1666 para estudiar teología en el College de Clermont. También fue asignado para ser el tutor de los hijos del Ministro Real de Finanzas, Jean-Baptiste Colbert. Después de completar sus estudios allí, fue ordenado sacerdote e inicialmente asignado a enseñar en su antigua escuela en Lyon. Luego fue asignado para unirse al equipo de predicación de la comunidad jesuita, a través del cual ganó notoriedad por la claridad y solidez de sus sermones.
En 1674, después de 15 años de vida como jesuita, Colombière hizo su siguiente período de prueba conocido como tercera probación, que sería decisivo en su vida. Como resultado de esta experiencia de los Ejercicios Espirituales, hizo un voto personal, como medio de alcanzar la máxima perfección posible, de observar fielmente la Regla y Constituciones de la Compañía bajo pena de pecado. Los que vivieron con él atestiguan que este voto fue cumplido con gran exactitud.

### Sagrado Corazón de Jesús
Después de profesar el Cuarto Voto de la Compañía al final de su tercera probación el 2 de febrero de 1675, Colombière fue nombrado rector de la comunidad jesuita de Paray-le-Monial, donde también se convirtió en el director espiritual de las monjas del monasterio de la Hermanas de la Orden de la Visitación ubicada al lado de la iglesia. Así fue como conoció a santa Margarita María Alacoque.
Alacoque había sufrido mucho por la incredulidad de las demás religiosas de su monasterio, y se sentía aislada en su situación de haber vivido una serie de revelaciones privadas de Cristo en las que se sentía llamada a promover la devoción a su Sagrado Corazón. Cuando Colombière llegó a la comunidad y comenzó a escuchar las confesiones de las hermanas, ella sintió que finalmente había encontrado un sacerdote en quien realmente podía confiar y le abrió su corazón. Más tarde ella escribió que vio que su don espiritual de Colombière "era el de llevar las almas a Dios por el camino evangélico del amor y la misericordia que Cristo nos reveló". Después de hablar con ella varias veces y después de mucha oración, como resultado, se convenció de la validez de sus visiones y se convirtió tanto en su partidario como en un celoso apóstol de la devoción.

### Inglaterra
En 1676 fue enviado a Inglaterra como predicador de María de Módena, entonces duquesa de York, esposa del futuro rey Jacobo II de Inglaterra. Tomó residencia en la Corte de St. James, donde aún observaba todos sus deberes religiosos como miembro de la Compañía. También fue un predicador y confesor tan activo en Inglaterra como lo había sido en Francia. Aunque encontró muchas dificultades, consigue guiar a Santa Margarita por medio de cartas.
El celo de Colombière y el clima inglés pronto se combinaron para debilitar su salud y una afección pulmonar amenazó con poner fin a su obra en ese país. En noviembre de 1678, mientras esperaba ser llamado a Francia, fue arrestado repentinamente y encarcelado en la prisión de King's Bench Prison, denunciado como parte del complot papista alegado por Titus Oates contra el trono inglés. Su calidad de predicador de la Duquesa de York y la protección de Luis XIV, le permitió escapar de la muerte pero fue expulsado de Inglaterra en 1679. Regresó a Francia con la salud arruinada por su encarcelamiento.

### Muerte y veneración
Pasó los dos últimos años de su vida en Lyon, donde fue el director espiritual de los novicios jesuitas, y en Paray-le-Monial, donde volvió para mejorar su salud. Murió el 15 de febrero de 1682, a consecuencia de una hemorragia grave. Sus principales trabajos comprenden Réflexions Pieuses, Méditations sur la Passion y Retraite et Lettres Spirituelles, las cuales fueron publicadas bajo el título de Œuvres du R. P. Claude de la Colombière (Aviñón, 1832 ; París, 1864). 
Sus reliquias se conservan en Paray-le-Monial en la Capilla de La Colombière cercana al convento de las Religiosas de la Visitación. 
Fue beatificado el 16 de junio de 1929 por el papa Pío XI y canonizado por el papa san Juan Pablo II el 31 de mayo de 1992.
Su fiesta es el 15 de febrero.